# Торесен, Мортен
Мортен Торесен (норв. Morten Thoresen; род. 2 января 1997 года) — норвежский борец греко-римского стиля, чемпион Европы 2020 года. 

## Биография
Родился в 1997 году. С 2012 выступает на международной арене. В 2018 году завоевал бронзовую медаль Чемпионата Европы среди спортсменов не старше 23-х лет в весовой категории до 67 кг.  
В 2019 году впервые принял участие во взрослом чемпионате мира по борьбе. Занял 20-е место в весовой категории до 67 кг. 
В феврале 2020 года на чемпионате Европы в Риме, в весовой категории до 67 кг Мортен в схватке за золотую медаль поборол россиянина Назира Абдуллаева и завоевал чемпионский титул европейского первенства.